# Vaux-sur-Blaise
Vaux-sur-Blaise es una comuna francesa situada en el departamento de Alto Marne, en la región de Gran Este.

## Demografía
| 515 | 430 | 476 | 440 | 441 | 440 | 374 |
| Para los censos de 1962 a 1999 la población legal corresponde a la población sin duplicidades (Fuente: INSEE [Consultar]) |     |     |     |     |     |     |